# Francisca Medina Teva
Francisca Medina Teba (Martos, 30 de noviembre de 1965) es una política española, desde 2011 alcaldesa de Torredelcampo. Desde 2015 diputada igualdad de la Diputación provincial de Jaén. Desde octubre de 2017 es Presidenta del Partido Socialista Obrero Español (PSOE) de Jaén.

## Biografía
Natural de Martos, nació el 30 de noviembre de 1965. Es licenciada en Psicología por la Universidad de Granada. Inició su andadura profesional como informadora y dinamizadora del Centro Municipal de Información a la Mujer de Torredelcampo en 1991, actividad que desarrolló hasta 2004.
Es secretaria general del PSOE de Torredelcampo y vocal en la Ejecutiva Provincial; el 24 de mayo fue elegida, por segunda vez, alcaldesa de Torredelcampo, cargo que desempeña desde el 11 de junio de 2011.
Fue parlamentaria andaluza desde el año 2004 hasta 2008. Desde 2008 a 2011 desempeñó su labor como diputada nacional en el Congreso, donde fue elegida portavoz de Políticas Integrales de la Discapacidad del grupo socialista y viceportavoz de la Comisión de Igualdad, responsabilidad que compaginó con su tarea como teniente-alcaldesa y concejala del área de Cultura en el Ayuntamiento de Torredelcampo. Ha sido vicesecretaria general del PSOE de Torredelcampo y Secretaria de Igualdad de la Ejecutiva Provincial del Partido Socialista de Jaén.
Representa al Partido Socialista en la Diputación por el partido judicial de Jaén.
En octubre de 2017 fue elegida Presidenta del PSOE de Jaén.